# Hydrolagus pallidus
Hydrolagus pallidus is een vis uit de familie kortneusdraakvissen. De vis komt voor in de Atlantische Oceaan op diepten van  1200 tot 2075 m.